# 桑之原信號場

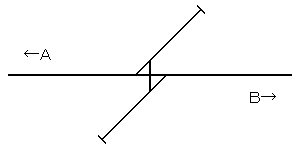
車站配線圖 A:姨捨 B:稻荷山

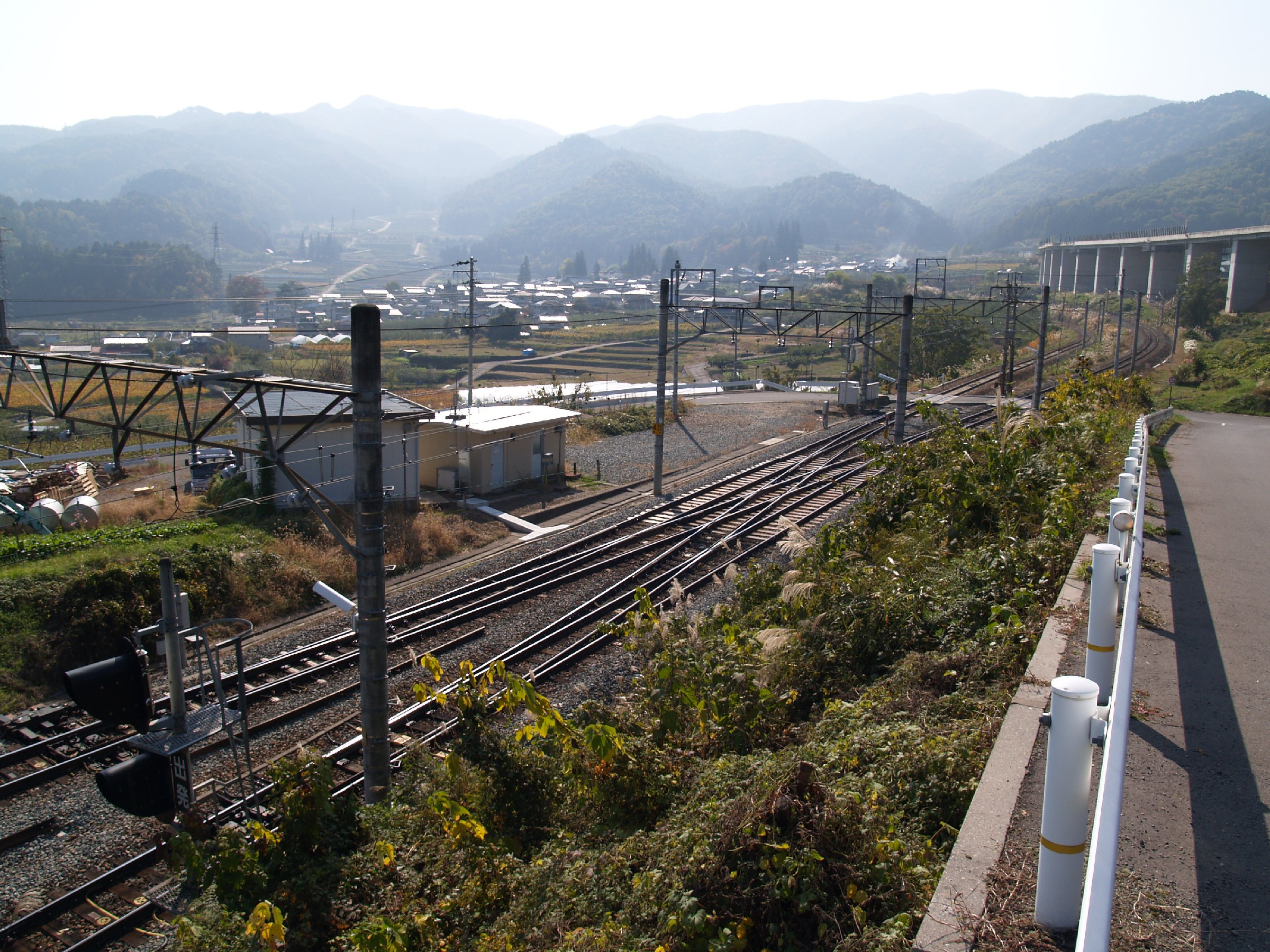
信號場內部，姨捨站方向

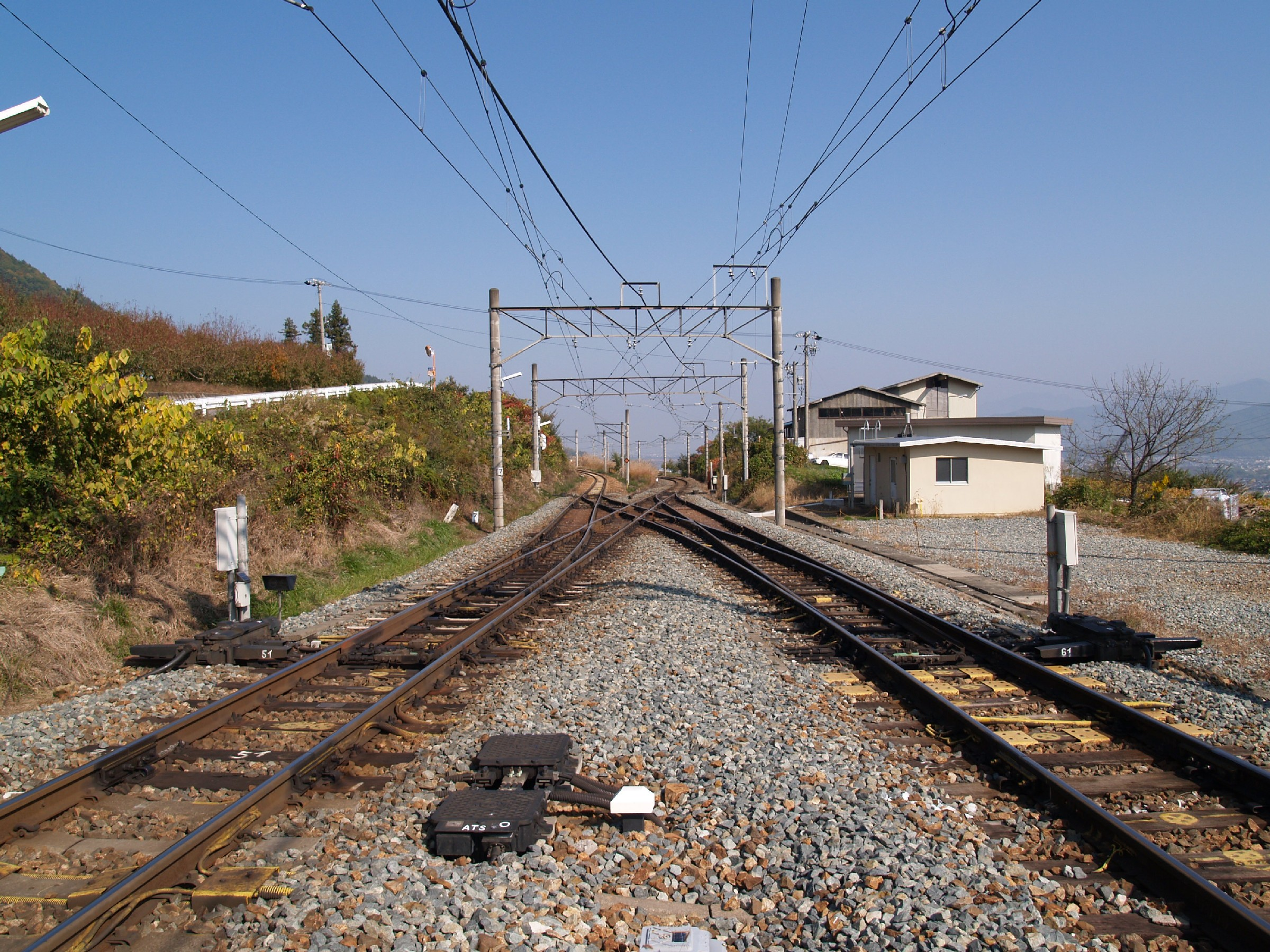
信號場內部，稻荷山站方向

桑之原信號場（日语：／ Kuwanohara shingōjō */?）是位於日本長野縣千曲市大字桑原的東日本旅客鐵道（JR東日本）篠之井線線路所。

## 車站結構
擁有折返式路線，並設有2條安全側線。

## 車站周邊
- 长野自动车道
- 國道403號

## 历史
- 1961年（昭和36年）9月27日：開業。
- 1987年（昭和62年）4月1日：國鐵分割民營化，成為東日本旅客鐵道的一個車站。

## 相鄰車站
東日本旅客鐵道
■篠之井線
姨捨－（桑之原信號場）－稻荷山